# Station Emsworth
Emsworth is een spoorwegstation van National Rail in Havant in Engeland. Het station is eigendom van Network Rail en wordt beheerd door Southern. Het station is geopend in 1847.